# Persikoblomskällan

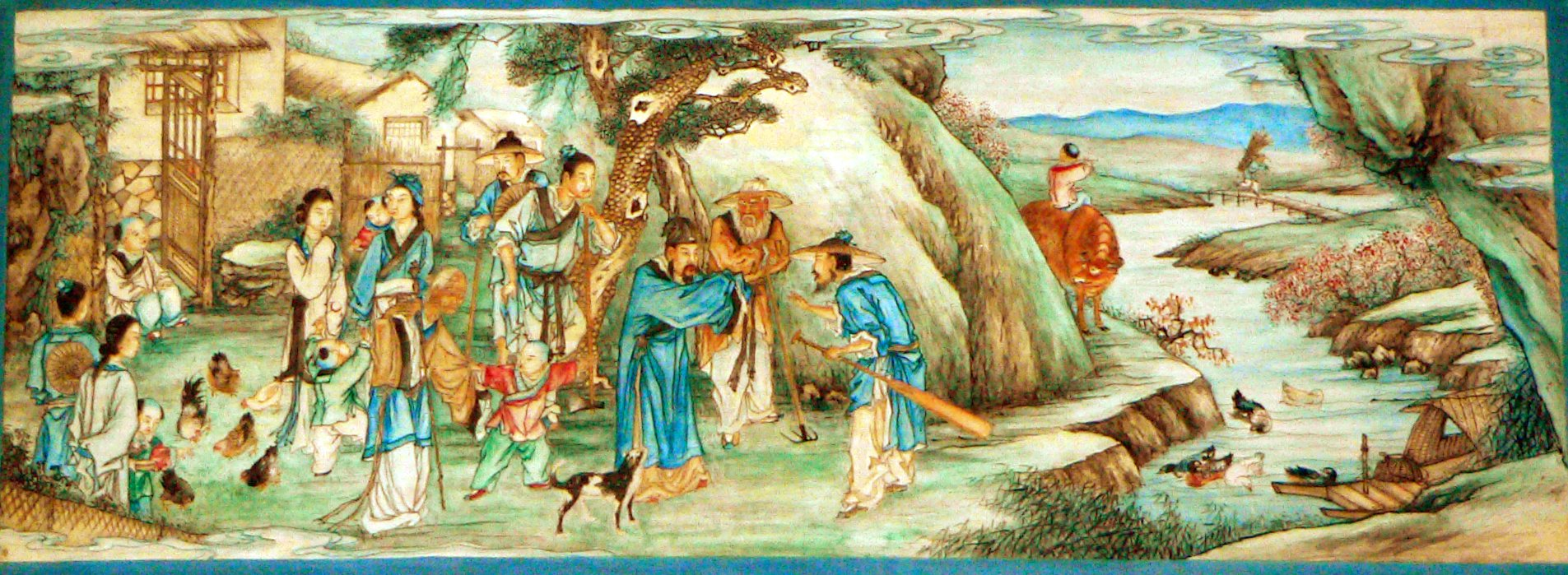
Persikoblomskällan, Sommarpalatset i Peking

Persikoblomskällan (桃花源 Tao Hua Yuan) är en utopisk berättelse och en dikt av den kinesiske poeten Tao Qian, eller Tao Yuanming, som levde mellan åren 365 och 427 under Jindynastin.

## Handlingen
Under Jindynastin levde en man i Wulingbergen, som förtjänade sitt uppehåll som fiskare. Vid ett tillfälle när han rodde uppför floden längre än vanligt, kom han till en dunge med blommande persikoträd. Den sträckte sig utmed bägge stränderna, som var fulla av nedfallna  kronblad. Fiskaren blev nyfiken och fortsatte. Träden tog slut vid flodens källa, där han stötte på ett berg med en smal mynning till en passage. Han lämnade båten och tog sig in i öppningen. Efter ett tag kom han fram till en öppning i berget på andra sidan och där visade det sig ligga ett slättland med vackra hus, bördiga fält, vackra dammar, mullbärsträd och bambudungar. Män och kvinnor rörde sig runt eller arbetade på fälten i samma sorts kläder som de andra. Alla verkade lyckliga.
Människorna blev förvånade över att se fiskaren och frågade honom varifrån han kom. Han blev väl mottagen och inbjuden att äta, och folk från andra byar kom för att intervjua honom. De berättade för honom att deras förfäder flytt till denna isolerade plats undan kaoset under Qindynastin och att sedan dess ingen hade haft kontakt med omvärlden. De visade sig inte ha kännedom om vare sig Jindynastin, än mindre om kungariket Wei eller om  Handynastin. De var nyfikna när han i detalj berättade om vad som hänt i omvärlden. Efter flera dagar tackade han farväl. Då bad honom några bybor att inte berätta om deras land.
Fiskaren återvände genom tunneln i berget, fann sin båt och återvände samma väg som han kommit och lämnade också markeringar efter sig för att kunna återfinna vägen.
Han begav sig till länshuvudstaden och berättade för styresmannen vad han hade upplevt. Denne skickade ut en underställd att tillsammans med fiskaren hitta platsen, men de hittade inte dit.
Senare fick Liu Zhiji från Nanyang, en lärd man, kännedom om berättelsen om detta Shangri-La och planerade att göra ett besök. Han dog dock innan han hann komma iväg, och sedan dess har ingen någonsin letat efter dalen.

## Utopin
Berättelsen om persikoblomskällan har en politisk och utopisk ton. Berättelsen handlar om ett fiktivt samhälle befolkat av levande människor som kollektivt tar ansvar för sina liv, inte om ett fantasiland befolkat av gestalter med övermänskliga egenskaper. Den är ett tidigt exempel på en utopisk berättartradition:
| ”                              | Tillsammans arbetade de för att odla jorden. Och tog rast när solen hade dalat... Vårsolens silkesmaskar gör långa trådar. Och ingen kejsare utmäter skatt på höstens skördar | „ |
| – Tao Qian: Persikoblomskällan | |   |

## Uppföljningar
Tao Qian skrev, förutom en prosaberättelse, också senare en dikt om persikoblomskällan. Berättelsen har också senare tagits upp i dikter av flera kinesiska poeter, till exempel Wang Wei (699-759), Han Yu (768-824) och Wang Anshi (1021-1086).
Berättelsen har illustrerats i många kinesiska målningar, varav en finns i Långa korridoren i Sommarpalatset utanför Peking.
I.M. Pei inspirerades av Tao Qians dikt i skapandet av Miho Museum  i de japanska Shigarakibergen, invigt 1997.